# بوديموس (البرازيل)
Podes (PODE)، الذي كان يسمي في الأصل بـ حزب العمل الوطني (PTN)، هو حزب سياسي برازيلي. «أسطورة» كان تحت قيادة عائلة Abreu (Dorival de Abreu و José Masci de Abreu و Renata Abreu) منذ تأسيسه في عام 1995. وفي عام 2016، غير اسمه إلى «بوديس» مستوحى من شعار ل باراك أوباما في حملته الرئاسية ل US، «سي، بوديموس» («نعم، نستطيع»)؛  وتم جعله رسميًا بواسطة بورصة طوكيو في مايو 2017. في ديسمبر 2018، قام الحزب بتأسيس حزب التضامن الإنساني (PHS). وفي أكتوبر 2021 أصبح 408,033 عضوا. على الرغم من كونه الثالث عشر من حيث الأعضاء بالنسبة للأحزاب البرازيلية، إلا أن بوديموس يحتل المرتبة الثالثة من حيث عدد أعضاء مجلس الشيوخ.

## التاريخ

### التأسيس
تأسس PTN في 25 مايو 1995، وحصل على تسجيل مؤقت في نفس العام. حصل على التسجيل النهائي في 2 أكتوبر 1997، كانت الجمعية تهدف إلى إعادة احياء PTN، تأسس في الأصل من قبل انقسام عن حزب العمال البرازيلي Getulist (PTB).